# 사이토 마사야
사이토 마사야(일본어: 斎藤 雅也, 1985년 6월 8일 ~ )는 일본의 전 축구 선수이다.

## 구단 경력
과거 도치기 SC, 소니 센다이에서 활동하였다.